# Pistolet Thompson Pit Bull
Thompson Pit Bull (ZG-51) – amerykański pistolet samopowtarzalny produkowany przez firmę Auto-Ordnance Corporation. Kompaktowa wersja pistoletu Colt M1911.